# Elemer Hirsch
Elemer Hirsch (n. 14 mai 1895, Ceanu Mare, Cluj, Austro-Ungaria – d. 17 mai 1953, Baia Mare, România) a fost un atlet polisportiv: patinator, hocheist, fotbalist (mijlocaș și fundaș), antrenor și arbitru evreu român, de profesie avocat.

## Viața și cariera

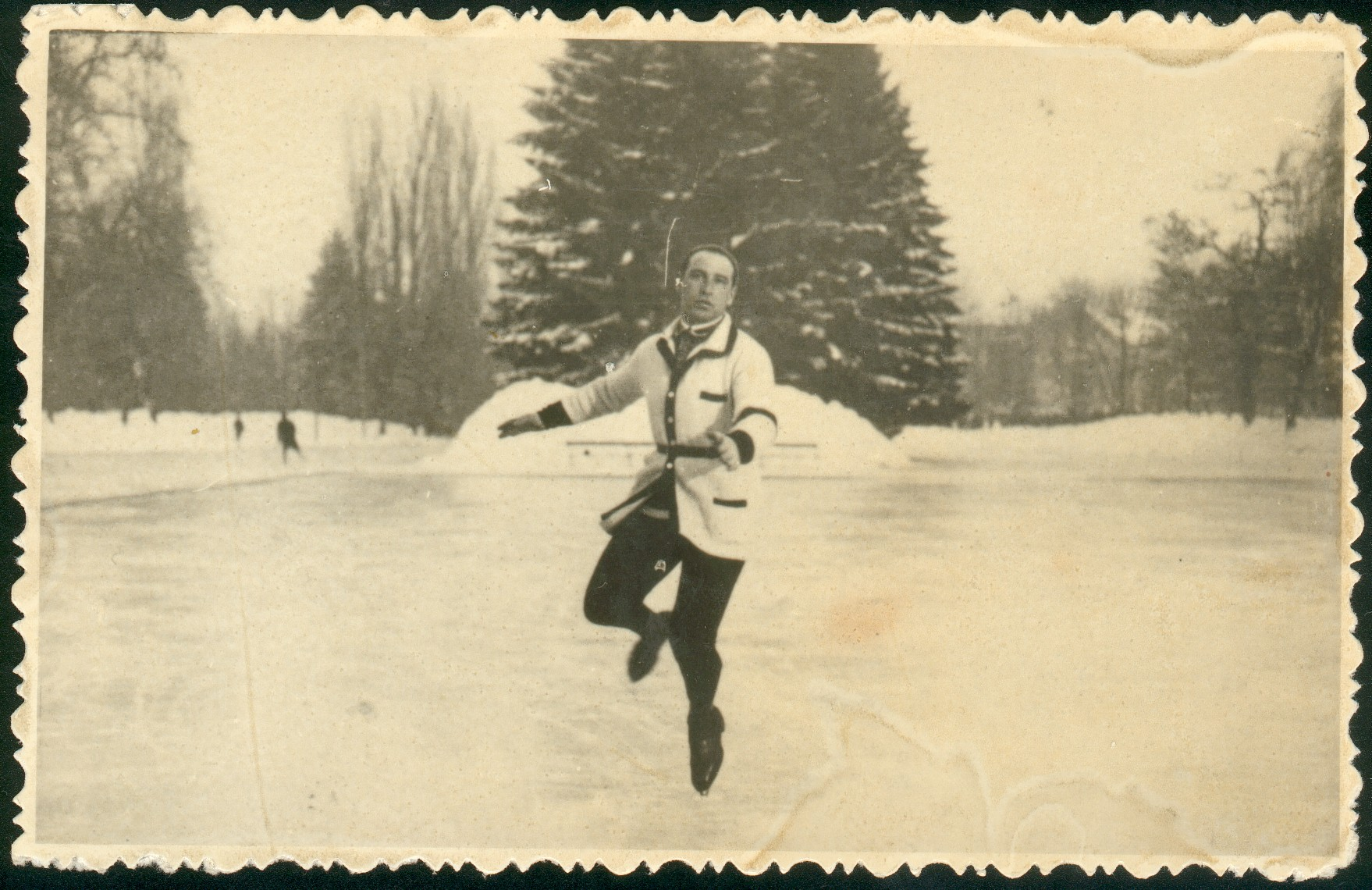
Elemer Hirsch patinaj.

Elemer Hirsch provenea dintr-o familie evreiască bogată care deținea porțiuni mari de pământ în Beclean. A studiat dreptul la Budapesta și Viena, începând să lucreze ca avocat la vârsta de 24 de ani. A început să joace fotbal la CA Cluj. Câțiva ani mai târziu s-a mutat la Universitatea Cluj, unde a jucat și hochei pe gheață . Hirsch a concurat și în competiții de patinaj artistic, reușind să câștige trei titluri naționale românești în 1924, 1925 și 1927, devenind și un arbitru internațional de patinaj artistic.  După ce sa retras din fotbal, a devenit arbitru, inclusiv arbitru într-un meci din prima divizie românească Divizia A. În anii 1940, în urma celui de-al doilea Premiu de la Viena, din cauza originii sale evreiești, autoritățile maghiare i-au interzis să lucreze ca avocat și l-a privat de proprietatea sa, care ulterior a fost naționalizată de regimul comunist român. A reușit să evadeze din Cluj când autoritățile au vrut să-l trimită într-un lagăr de exterminare pe timpul  Holocaustului. După sfârșitul celui de-al Doilea Război Mondial, s-a întors la Cluj și și-a început cariera de antrenor la CFR. Între 1947 și 1948 a fost căpitanul federal al Naționala României. În 1950 a devenit antrenor la Armata Cluj. În mai 1953 după încheierea unui meci la Baia Mare s-a prăbușit în drum spre autobuzul echipei, portar Nicolae Szoboszlay a încercat să-i acorde primul ajutor, dar Hirsch a murit în brațe.

## Cariera internațională

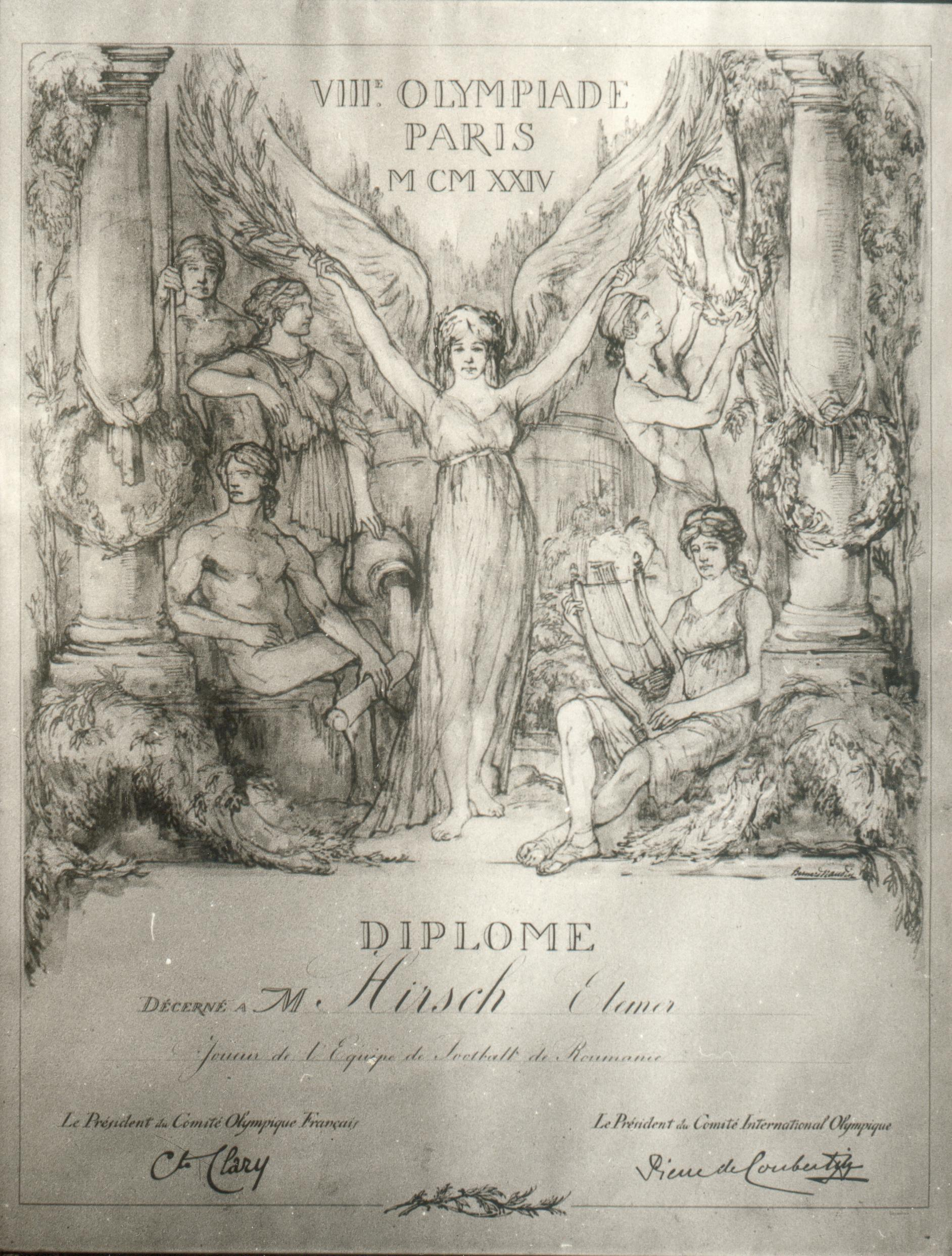
Diploma de participare la Jocurile Olimpice a lui Elemér Hirsch.

Elemer Hirsch a jucat în primul meci oficial al Naționalei României la Cupa Regelui Alexandru din 1922, împotriva Iugoslaviei. Hirsch a cumpărat Echipamentul României pentru acel meci din banii săi. De asemenea, a făcut parte din echipa de fotbal a României la Jocurile Olimpice de vară din 1924.
Scoruri și tabel cu rezultate. La golaveraj prima coloană e a României:
| Apariții internaționale | Apariții internaționale | Apariții internaționale | Apariții internaționale | Apariții internaționale | Apariții internaționale | Apariții internaționale |
| Apariții                | Data                    | Locul de desfasurare    | Adversar                | Rezultat                | Competiție              |                         |
| ----------------------- | ----------------------- | ----------------------- | ----------------------- | ----------------------- | ----------------------- | ----------------------- |
| 1.                      | 8 iunie 1922            | Belgrad, Iugoslavia     | Iugoslavia              | 2–1                     | Amical                  |                         |
| 2.                      | 3 septembrie 1922       | Cernăuți, România       | Polonia                 | 1–1                     | Amical                  |                         |
| 3.                      | 1 iulie 1923            | Cluj, România           | Cehoslovacia            | 0–6                     | Amical                  |                         |
| 4.                      | 2 septembrie 1923       | Lviv, Polonia           | Polonia                 | 1–1                     | Amical                  |                         |
| 5.                      | 20 mai 1924             | Viena, Austria          | Austria                 | 1–4                     | Amical                  |                         |